# Pluche (orkest)

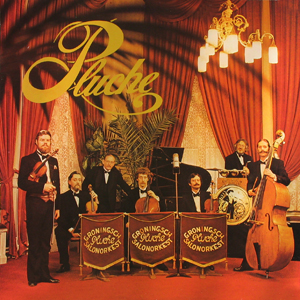
(Groninsch) Salonorkest Pluche 1977

Het Gronings Salonorkest Pluche was een salonorkest uit Groningen, dat salonmuziek maakte. Het Gronings Salonorkest Pluche werd in 1974 als "Groningsch Salonorkest" opgericht door violist Willem Wolthuis, die tevens de leider van het ensemble was.

## Ontstaan
De aanleiding voor de oprichting was dat er in 1975 een concert dat in Oude Pekela gepland stond, waar Weense muziek gevraagd werd. Op verzoek van de organisatie formeerde Wolthuis op basis van zijn toenmalige kwartet Romanesca, bestaande uit violist Willem Wolthuis, slagwerker Simon Blazer, contrabassist Piet Rikkers en pianist Carlo Vièrez (Klaas Wiersema), een orkest dat werd uitgebreid met Libor Vólny, tweede viool, Rudolf Blesing, altviool en Harry Hulst, cello. Allen, behalve Carlo Vierez, waren leden van het Noordelijk Filharmonisch Orkest. De muziek werd gevonden in de muziekbibliotheek van het NFO.

## Platen en televisie-optredens
Na een optreden in het klassieke zondagochtendprogramma ontpopte de presentator, Hans Zoet, zich als producer. Hij adviseerde de provinciaal aandoende naam "Gronings Salonorkest" te veranderen in "Pluche". Zoet zorgde er tevens voor dat een eerste lp gemaakt kon worden, die werd uitgebracht bij Bovema-Negram. De single van die plaat was "Kannst Du Pfeiffen Johanna" (Sten Axelson-Hans Joachim Bach). Na een optreden in het televisieprogramma Rondje Theater van Hans van Willigenburg werd dit een hit. Het nummer stond in 1977 enkele weken in de Nederlandse hitparade. Het is de eerste keer dat een klassiek orkest de hitparade bereikte. Optredens in binnen- en buitenland volgden. Pluche werd vooral bekend in Duitsland, met televisieoptredens voor de WDR, NDR en ZDF. In Nederland trad het orkest onder meer op in de programma's Sonja's goed nieuws show van Sonja Barend, Tineke, van Tineke de Nooij, Ivo Niehe en Sorry van Mini en Maxi. In totaal maakte Pluche vijf platen.

## Gastoptredens
Pluche werkte veel met gastoptredens. Dit was met de Engelse mondharmonica-speler Tommy Reilly, de Hongaarse operazangeres Sylvia Geszty, de Weense operettezangeres Sigrun Quetes, cabaretière Marjol Flore, stemkunstenaar Robert Paul, zangeres Imca Marina, kamermuziekzanger Ruud van der Meer, het programma Hemelsbreed met Joke Bruijs en operazangeres Nelly van der Zijde

## Einde van Pluche
2003 nam Willem Wolthuis afscheid van het podium. Inmiddels waren veel leden van het oorspronkelijke orkest al overleden. Daarmee kwam er een einde aan het (Groningsch) Salonorkest Pluche.

## Trivia
- Willem Wolthuis ontwierp de cover van drie van de zes albums. Voor Pluche 2 en voor Pluche en Tommy Reilly maakte hij  schilderijen. Voor Pluche + Marjol Flore maakt hij het orkest op schaal na.
- De poppen van de cover Pluche + Marvel Flore zijn te zien in het Muziekmuseum in Eelde.
- In 1981 had  Pluche een tournee door de DDR.
- Over Willem Wolthuis is een documentaire gemaakt. Hierin is een groot deel over Pluche te zien.

## Albums
- 1977 - Salonorkest Pluche - Bovema Negram
- 1977 - Salonorkest Pluche 2 - EMI
- 1978 - Days before Yesterday - Bohemia Negram (EMI)
- 1980 - Pluche + Marjol Flore - Philips
- 1982 - Pluche en Tommy Reilly
- 1984 - Pluche 10 jaar - Nova Zembla records

## Televisie

### Nederland
- Rondje Theater - KRO
- Artiestencafé - VPRO
- Dolf Brouwers e.c. - VPRO
- Sorry - AVRO
- Sonja's Goed Nieuwsshow - VARA
- Toppop - AVRO
- Tineke - VERONICA
- Ivo Niehe - TROS
- Doet-ie 't of doet-ie 't niet - VARA
- Gastvrij - AVRO
- Für Elise - VARA
- Van Gewest tot Gewest - NOS

### Duitsland
- Im Spiegelzelt - NDR
- Café in Takt - NDR
- Mittwoch in Werl - WDR
- Gesucht-gefunden - ZDF

### België
Gentse Dagen - VRT

## Bezetting
- Willem Wolthuis, viool, stehgeiger
- Libor Vólny - Wolter Gratama, tweede viool
- Rudolf Blesing, altviool
- Harry Hulst, cello
- Piet Rikkers - Bert Drewes, contrabas
- Simon Blazer, slagwerk
- Klaas (Dick) Wiersema - Cor Knoop - Rob Smit - Addy Scheele, piano

## Relevante links en literatuur
- Poparchief Groningen
- Dagblad van het Noorden